# Dirty Girl
Pour plus de détails, voir Fiche technique et Distribution.
Dirty Girl est un film américain réalisé par Abe Sylvia, sorti en 2010.

## Synopsis
En 1987 dans l'Oklahoma, la fugue de Danielle Edmondston, adolescente troublée, et Clarke Walters, son ami homosexuel.

## Fiche technique
- Titre : Dirty Girl
- Réalisation : Abe Sylvia
- Scénario : Abe Sylvia
- Musique : Jeff Toyne
- Photographie : Steve Gainer (en)
- Montage : Jonathan Lucas
- Production : Rachel Cohen, Jana Edelbaum, Rob Paris et Charles Pugliese
- Société de production : The Weinstein Company, iDeal Partners Film Fund, Hart-Lunsford Pictures, Cherry Sky Films, The Salt Company International, Paris Film et Noori Pictures
- Société de distribution : The Weinstein Company
- Pays :  États-Unis
- Genre : Comédie dramatique
- Durée : 90 minutes
- Dates de sortie : 
  -  Canada : 12 septembre 2010 (Festival international du film de Toronto), 21 octobre 2011
  -  États-Unis : 7 octobre 2011

## Distribution
- Juno Temple : Danielle Edmondston
- Jeremy Dozier : Clarke Walters
- Zach Lasry : Brad
- Jonathan Slavin (en) : M. Potter
- Marcella Lentz-Pope : Tonya
- William Horwich : Tim
- Gary Grubbs : le principal Mulray
- Deborah Theaker : Mme. Hatcher
- Natalie Amenula : Benita
- David Petruzzi : Bobby
- Milla Jovovich : Sue-Ann
- Vivian Smallwood : Shellie la voisine
- Jack Kehler : Dr. Shelby
- Mary Steenburgen : Peggy
- Dwight Yoakam : Joseph
- Reiley McClendon : Mike
- William H. Macy : Ray
- Nate Hartley : Charlie
- Madison Meyer : Mindy
- Pat Healy : Billy
- Rob Boltin : Peter
- Brent Briscoe : l'officier Perry
- Nicholas D'Agosto : Joel
- Andrew Ableson : Jade
- Maeve Quinlan : Janet
- Tim McGraw : Danny
- Elsie Fisher : Tiffany

## Accueil
Le film a reçu un accueil défavorable de la critique. Il obtient un score moyen de 37 % sur Metacritic.